# Elkin Soto
Elkin Soto (Manizales, Caldas, Colombia; 4 de agosto de 1980) es un exfutbolista colombiano. Jugaba de centrocampista y se retiró en el Once Caldas de Colombia, mismo club del que surgió y con el que fue campeón de la Copa Libertadores en 2004.

## Trayectoria

### Once Caldas
Soto fue fundamental en el Once Caldas en el 2004 cuando el equipo de Manizales ganó la Copa Libertadores contra Boca Juniors.

### Mainz 05
El 3 de mayo del 2015 Elkin Soto sufre una fractura de rodilla en un partido de Bundesliga contra el Hamburgo, en el minuto 26 intenta tirar a portería pero Rafael van der Vaart, al intentar taponar su disparo, en el fuerte choque le causó una grave lesión, una luxofractura de rodilla en su pierna izquierda. El Maguncia 05 le ofreció una extensión de su contrato para que sea parte de la directiva del club y sea el embajador del Maguncia en América. Dicho ofrecimiento llegó tras conocer el alcance de su lesión. Se decía que el ofrecimiento del club sería para un año más pero sabiendo la magnitud de la lesión el ofrecimiento de renovar es "de por vida", esto lo dijo el portavoz del club alemán.
Volvería a jugar después de la lesión el 14 de mayo de 2016 en el empate 0-0 frente al Hertha de Berlín en el que sería su último partido con el club después de 191 partidos recibiendo un homenaje al final del partido.

### Once Caldas
El 1 de julio de 2016 se hace oficial la noticia del sultan vuelve al Once Caldas equipo donde creció como futbolista con un contrato de un año con posibilidad de extenderlo. El 16 de julio debuta en la derrota como locales 1-2 frente a Rionegro Águilas. El 12 de mayo de 2017 marca su primer gol desde su regreso desde el punto penal dándole la victoria su club 2 a 1 sobre el Atlético Huila, a los ocho días marca su segundo gol desde su regreso y el que sería el último gol de su carrera en la derrota 3 a 2 como locales frente al Deportivo Pasto.
Se retira del fútbol profesional a finales del 2019 después de una lesión en la que no podría jugar una buena temporada con el blanco blanco de Manizales.

## Selección nacional
Jugó los últimos 5 partidos de las eliminatorias para la Copa Mundial de Fútbol de 2006, marcando goles contra Perú, Ecuador y Uruguay.
El 6 de junio de 2011 fue convocado por el técnico Hernán Darío Gómez para jugar la Copa América 2011 que se realizó en Argentina. Así mismo, hizo parte de las eliminatorias a Brasil 2014 bajo el mando del técnico argentino José Pekerman.

### Participaciones enCopas América
| Copa América      | Sede      | Resultado        | PJ | GA | Asis |
| ----------------- | --------- | ---------------- | -- | -- | ---- |
| Copa América 2011 | Argentina | Cuartos de final | 3  | 0  | 0    |

### Participaciones enEliminatorias al Mundial
| Eliminatoria                            | Sede del Mundial       | Posición               | Resultado   | PJ | GA | Asis |
| --------------------------------------- | ---------------------- | ---------------------- | ----------- | -- | -- | ---- |
| Eliminatorias Mundial de Alemania 2006  | Alemania               | 6°lugar 24pts          | Eliminado   | 8  | 2  | 2    |
| Eliminatorias Mundial de Sudáfrica 2010 | Sudáfrica              | 7°lugar 23pts          | Eliminado   | 1  | 0  | 0    |
| Eliminatorias Mundial de Brasil 2014    | Brasil                 | 2°lugar 30pts          | Clasificado | 2  | 0  | 1    |
| Total en Eliminatorias                  | Total en Eliminatorias | Total en Eliminatorias | 1/3         | 11 | 2  | 3    |

### Goles internacionales
| # | Fecha                   | Lugar                                                          | Rival     | Gol | Resultado | Competición                |
| - | ----------------------- | -------------------------------------------------------------- | --------- | --- | --------- | -------------------------- |
| 1 | 4 de junio de 2005      | Estadio Metropolitano Roberto Meléndez, Barranquilla, Colombia | Perú      | 2-0 | 5-0       | Clasificación Mundial 2006 |
| 2 | 4 de septiembre de 2005 | Estadio Centenario, Montevideo, Uruguay                        | Uruguay   | 1-2 | 2-3       | Clasificación Mundial 2006 |
| 3 | 1 de marzo de 2006      | Estadio José Encarnación Romero, Maracaibo, Venezuela          | Venezuela | 1-1 | 1-1       | Amistoso                   |
| 4 | 23 de mayo de 2006      | Estadio Olímpico Atahualpa, Quito, Ecuador                     | Ecuador   | 1-1 | 1-1       | Amistoso                   |
| 5 | 4 de junio de 2006      | Estadio Narcís Sala, Barcelona, España                         | Marruecos | 2-0 | 2-0       | Amistoso                   |
| 6 | 16 de agosto de 2006    | Estadio Nacional de Chile, Santiago, Chile                     | Chile     | 2-1 | 2-1       | Amistoso                   |

## Clubes

### Como jugador
| Club        | País     | Año         |
| ----------- | -------- | ----------- |
| Once Caldas | Colombia | 1999 - 2005 |
| Barcelona   | Ecuador  | 2006        |
| Mainz 05    | Alemania | 2007 - 2016 |
| Once Caldas | Colombia | 2016 - 2019 |

### Como entrenador
| Club        | País     | Año  |
| ----------- | -------- | ---- |
| Once Caldas | Colombia | 2023 |

## Estadísticas como jugador
| Club                   | Temporada           | Liga  | Liga  | Copa Nacional | Copa Nacional | Copa Internacional | Copa Internacional | Total | Total |
| Club                   | Temporada           | Part. | Goles | Part.         | Goles         | Part.              | Goles              | Part. | Goles |
| ---------------------- | ------------------- | ----- | ----- | ------------- | ------------- | ------------------ | ------------------ | ----- | ----- |
| Once Caldas · Colombia | 1999                | 3     | 0     | —             | —             | 0                  | 0                  | 3     | 0     |
| Once Caldas · Colombia | 2000                | 20    | 2     | —             | —             | —                  | —                  | 20    | 2     |
| Once Caldas · Colombia | 2001                | 31    | 4     | —             | —             | —                  | —                  | 31    | 4     |
| Once Caldas · Colombia | 2002                | 31    | 3     | —             | —             | 0                  | 0                  | 31    | 3     |
| Once Caldas · Colombia | 2003                | 42    | 5     | —             | —             | —                  | —                  | 42    | 5     |
| Once Caldas · Colombia | 2004                | 34    | 5     | —             | —             | 14                 | 1                  | 48    | 6     |
| Once Caldas · Colombia | 2005                | 33    | 6     | —             | —             | 12                 | 1                  | 45    | 7     |
| Once Caldas · Colombia | Total               | 194   | 25    | 0             | 0             | 26                 | 2                  | 220   | 27    |
| Barcelona · Ecuador    | 2006                | 44    | 7     | —             | —             | —                  | —                  | 44    | 7     |
| Barcelona · Ecuador    | Total               | 44    | 7     | 0             | 0             | 0                  | 0                  | 44    | 7     |
| Mainz 05 · Alemania    | 2006/07             | 8     | 0     | 0             | 0             | —                  | —                  | 8     | 0     |
| Mainz 05 · Alemania    | 2007/08             | 7     | 1     | 0             | 0             | —                  | —                  | 7     | 1     |
| Mainz 05 · Alemania    | 2008/09             | 23    | 2     | 0             | 0             | —                  | —                  | 23    | 2     |
| Mainz 05 · Alemania    | 2009/10             | 30    | 1     | 1             | 0             | —                  | —                  | 31    | 1     |
| Mainz 05 · Alemania    | 2010/11             | 26    | 4     | 2             | 0             | —                  | —                  | 28    | 4     |
| Mainz 05 · Alemania    | 2011/12             | 31    | 1     | 3             | 0             | 2                  | 0                  | 36    | 1     |
| Mainz 05 · Alemania    | 2012/13             | 28    | 1     | 3             | 0             | —                  | —                  | 31    | 1     |
| Mainz 05 · Alemania    | 2013/14             | 20    | 1     | 1             | 0             | —                  | —                  | 21    | 1     |
| Mainz 05 · Alemania    | 2014/15             | 16    | 3     | 0             | 0             | 1                  | 0                  | 17    | 3     |
| Mainz 05 · Alemania    | 2015/16             | 1     | 0     | 0             | 0             | —                  | —                  | 1     | 0     |
| Mainz 05 · Alemania    | Total               | 190   | 14    | 10            | 0             | 3                  | 0                  | 203   | 14    |
| Once Caldas · Colombia | 2016                | 15    | 0     | 0             | 0             | —                  | —                  | 15    | 0     |
| Once Caldas · Colombia | 2017                | 28    | 2     | 4             | 0             | —                  | —                  | 32    | 2     |
| Once Caldas · Colombia | 2018                | 0     | 0     | 0             | 0             | —                  | —                  | 0     | 0     |
| Once Caldas · Colombia | 2019                | 3     | 0     | 0             | 0             | —                  | —                  | 3     | 0     |
| Once Caldas · Colombia | Total               | 46    | 2     | 4             | 0             | 0                  | 0                  | 50    | 2     |
| Total en su carrera    | Total en su carrera | 474   | 48    | 14            | 0             | 29                 | 2                  | 517   | 50    |

## Estadísticas como entrenador
| Once Caldas · Colombia | 1ª    | 2023 (e) | 5 | 2 | 0 | 3 | 2 | 1 | 0 | 1 | - | - | - | - | 7 | 3 | 0 | 4 | 42.86% | 6 | 9 | -3 |
| Once Caldas · Colombia | Total | Total    | 5 | 2 | 0 | 3 | 2 | 1 | 0 | 1 | - | - | - | - | 7 | 3 | 0 | 4 | 42.86% | 6 | 9 | -3 |
| 1. 2.                  |       |          |   |   |   |   |   |   |   |   |   |   |   |   |   |   |   |   |        |   |   |    |

#### Resumen por competencias
| Competición                  | Partidos | Ganados | Empatados | Perdidos | Rendimiento |
| ---------------------------- | -------- | ------- | --------- | -------- | ----------- |
| Primera División de Colombia | 5        | 2       | 0         | 3        | 40%         |
| Copa Colombia                | 2        | 1       | 0         | 1        | 50%         |
| Total                        | 7        | 3       | 0         | 4        | 42.86%      |

## Palmarés

### Campeonatos nacionales
| Título          | Club        | País     | Año  |
| --------------- | ----------- | -------- | ---- |
| Torneo Apertura | Once Caldas | Colombia | 2003 |

### Copas internacionales
| Título            | Club        | País     | Año  |
| ----------------- | ----------- | -------- | ---- |
| Copa Libertadores | Once Caldas | Colombia | 2004 |